# Wii Chess
Wii Chess är ett schackspel till Nintendo Wii. Spelet släpptes i Sverige den 18 januari 2008. Man kan spela Wii Chess genom internet, om man använder Nintendo Wi-Fi Connection.